# علي حسن آل ثاني
علي حسن آل ثاني لاعب كرة قدم بحريني معتزل كان يجيد اللعب في مركز حارس المرمى. لعب أغلب مسيرته الرياضية في نادي المحرق. شارك مع منتخب البحرين في بطولة كأس آسيا 2007.

## روابط خارجية
- علي حسن آل ثاني على موقع ناشيونال فوتبول تيمز (الإنجليزية)
- علي حسن آل ثاني على موقع Soccerway.com (الإنجليزية)